# La Estación (centro de ocio)
La Estación es un centro municipal de ocio infantil y juvenil, inaugurado en 2017, que se encuentra establecido en el antiguo edificio de viajeros de la Estación del Norte de Burgos (Castilla y León, España). Está situado en la calle Dr. José Luis Santamaría, junto al Bulevar de la capital burgalesa.

## Historia de la antigua estación de ferrocarril
La antigua estación fue mandada construir en 1901 por parte de la compañía de los Caminos de Hierro del Norte de España, encargando el diseño de la obra al ingeniero de caminos franco-español Enrique Grasset y Echevarría. Las instalaciones serían inauguradas en 1902, estando operativa durante algo más de un siglo. La estación no recibe trenes desde que el 14 de diciembre de 2008 se desvió la circulación al norte, a la nueva variante ferroviaria, y se construyó la nueva estación de ferrocarril. 

## Centro municipal de ocio infantil y juvenil

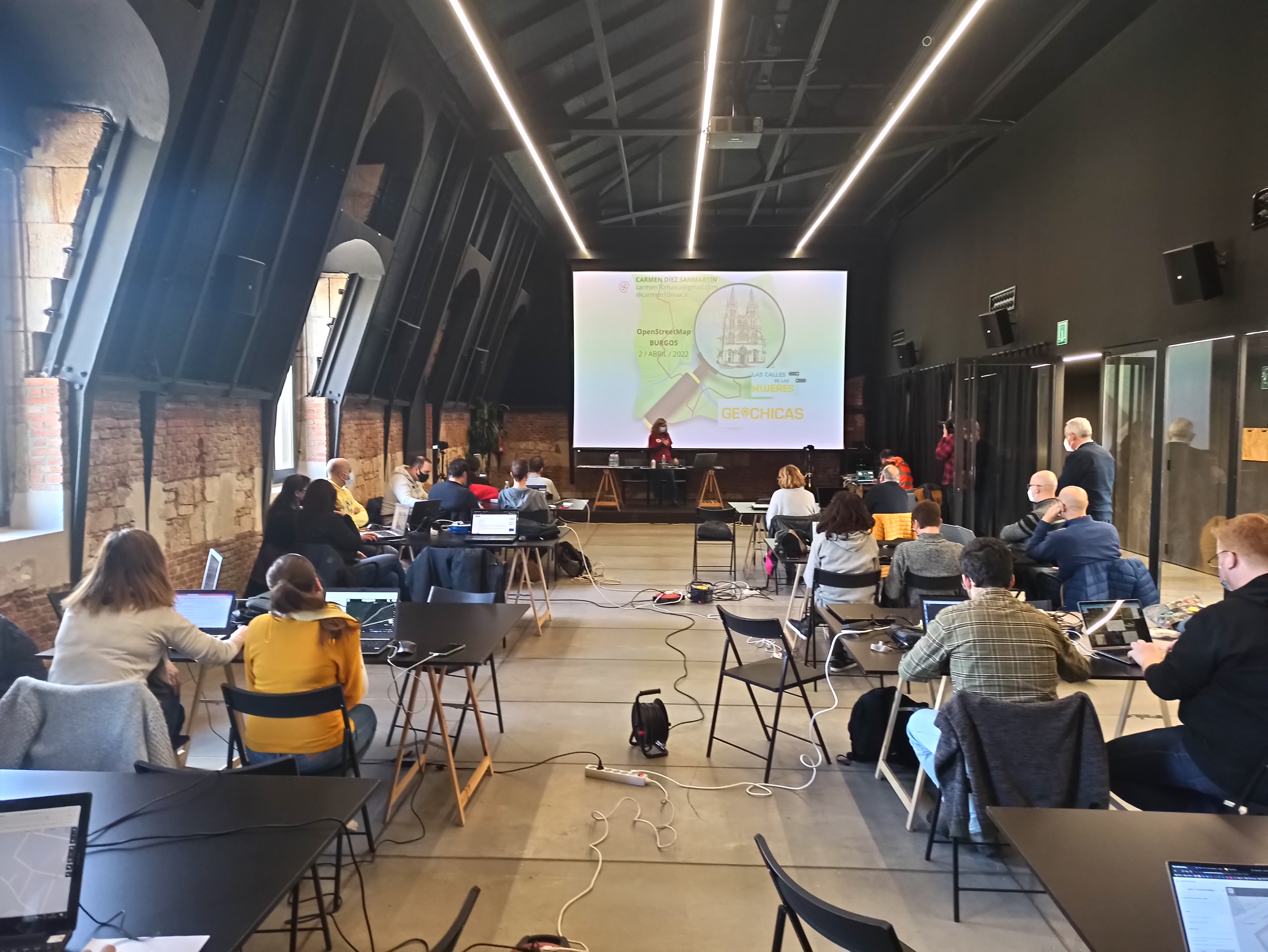
Conferencia en una sala polivalente.

Entre los años 2015 y 2016 el edificio fue reformado y sometido a una rehabilitación, para servir como centro municipal de ocio infantil y juvenil vinculado a las nuevas tecnologías. Sería inaugurado como tal el 30 de marzo de 2017 por el entonces alcalde de Burgos, Javier Lacalle, con la denominación de «La Estación».

### Horario de apertura
Información en el teléfono: 947288799.
- Lunes a jueves: 17:00 a 20:30 horas
- Viernes: 17:00 a 22:00 horas.
- Sábados: 10:00 a 14:00 horas y 17:00 a 22:00 horas.
- Domingo: 12:00 a 14:00 horas y 17:00 a 20:30

#### Horario de verano
- Lunes a viernes: 10:30 a 14:00 horas.
- Sábado, domingo y festivos: cerrado.

## Anecdotario
En el parterre situado frente a la entrada del edificio por la calle Dr. José Luis Santamaría, hubo una gran secuoya plantada en 1860 que alcanzaba los 35 metros de altura; debido a su estado, fue finalmente talada en 2017.